# Södra Mähren
Södra Mähren (tjeckiska: Jihomoravský kraj, tyska: Südmährische Region, slovakiska: Juhomoravský kraj) är en administrativ region (kraj) i Tjeckien. Regionens huvudort är Brno. Regionen hade 1 197 651 invånare vid folkräkningen år 2021, på en yta av 7 187,72 km².
Regionen är indelad i 672 kommuner.
Av regionens invånare är 73,36 % tjecker, 31,34 % mährer, 2,46 % slovaker och 0,91 % ukrainare (2021).

## Distrikt
- Blansko
- Břeclav
- Brno-město
- Brno-venkov
- Hodonín
- Vyškov
- Znojmo